# Гаврилов, Валерий Павлович
Валерий Павлович Гаврилов (15 июля 1937 — неизвестно) — советский хоккеист, нападающий. Мастер спорта СССР.

## Биография
В чемпионате СССР дебютировал в сезоне 1958/59 в составе команды «Химик» Воскресенск. Проведя одну игру в чемпионате 1965/66, перешёл в команду второй группы класса «А» «Металлург» Череповец, в которой провёл три следующих сезона классом ниже. После сезона 1968/69 завершил карьеру в командах мастеров.